# Thysanostemon pakaraimae
Thysanostemon pakaraimae är en tvåhjärtbladig växtart som beskrevs av Bassett Maguire. Thysanostemon pakaraimae ingår i släktet Thysanostemon och familjen Clusiaceae. Inga underarter finns listade i Catalogue of Life.